# ویلهلم رابه (دوچرخه‌سواری)
ویلهِلم رابه (به آلمانی: Wilhelm Rabe) (زادهٔ ۱۶ مهٔ ۱۸۷۶ – درگذشتهٔ ۹ دسامبر ۱۹۵۸) دوچرخه‌سوار اهل آلمان بود. او در بازی‌های المپیک تابستانی ۱۹۱۲ شرکت کرد.